# 君がくれた夏 〜がんばれば、幸せになれるよ〜
『君がくれた夏 〜がんばれば、幸せになれるよ〜』（きみがくれたなつ 〜がんばれば、しあわせになれるよ〜）は、2007年8月18日（土曜日）に『24時間テレビ30 愛は地球を救う』（日本テレビ系）内で放送されたスペシャルドラマ。主演は滝沢秀明（タッキー&翼）。
難病に侵された子供と両親の闘病生活を描いた内容。小児がんの一種で、10万人に1人といわれるユーイング肉腫と闘い、逝った男児の母親の手記を原作としている。
視聴率は23.3%を記録した。

## あらすじ
遊び仲間であった真人とトキコだったが子供が出来てしまい、周囲の反対を押し切って結婚した。
やがて息子の直也と亮也との4人での生活が始まったが、直也が異変を訴え病院へ行った際に、小児ガンの一種である「ユーイング肉腫」と宣告される。辛く苦しい闘病生活中でも直也は元気に振る舞い、車椅子で病棟中を駆け回ったりしていた。
そこで心臓の病気で入院しているリコという昆虫好きの女の子と仲良く過ごしていたのだが、そのリコも心不全で亡くなってしまった。直也は一度は退院し、小学校へも元気に通うようになっていたものの、やがて再発。ガンは骨髄へも転移していた。夏にトキコに内緒で（後で認めてくれるが）真人と一緒に病院から抜け出して、昆虫採集に行ったその数日後に亡くなった。

## キャスト
- 木崎真人：滝沢秀明（タッキー&翼）
- 木崎トキコ：深田恭子
- 木崎直也：武井証（幼児期：鈴木福）
- リコ：佐々木麻緒
- リコの母：鈴木杏樹
- 真人の同僚：木村祐一
- 看護師長：戸田恵子
- 直也の主治医：勝村政信
- 校長先生：泉谷しげる
- 看護師：岡田絵里香
- 木崎亮也：加藤清史郎
- 木崎征二：夏八木勲
- 中島ひろ子
- 九太朗
- 白川みなみ
- 勝沼美紅
- 上妻成吾

## スタッフ
- 原作：山崎敏子「がんばれば、幸せになれるよ―小児がんと闘った9歳の息子が遺した言葉」（小学館刊）
- プロデュース：大平太（日テレ）、難波利昭（日テレアックスオン）、仲野尚之（日活）
- 脚本：吉田智子
- 演出：雨宮望
- 音楽：羽毛田丈史
- CG：ネイキッド
- 技術協力：映広
- スタジオ：日活撮影所
- 製作著作：日本テレビ